# Puqi (ort i Kina)
Puqi är en ort i Kina. Den ligger i provinsen Hubei, i den centrala delen av landet, omkring 100 kilometer söder om provinshuvudstaden Wuhan. Antalet invånare är 132 891.
Runt Puqi är det ganska tätbefolkat, med 248 invånare per kvadratkilometer. Puqi är det största samhället i trakten. 
Genomsnittlig årsnederbörd är 1 743 millimeter. Den regnigaste månaden är maj, med i genomsnitt 244 mm nederbörd, och den torraste är januari, med 42 mm nederbörd.